# 夏元瑜
夏元瑜（1909年—1995年8月1日），籍貫浙江杭州，出生於北京，中華民國動物學家、散文作家，綽號「老蓋仙」。是文學派學者夏曾佑之子；祖父為夏鸾翔。

## 生平
- 1909年出生於北京。
- 1995年8月1日，因肺氣腫引發心肺症，導致心臟衰竭病逝臺北，享年86歲。

### 學歷
- 啟蒙：西式學堂（1922年）。
- 小學：北平高等師範附小。
- 中學：師大附中。
- 大學：北平師範大學生物系
- 畢業後（1937年），遠赴日本九州大學及東京帝國大學留學深造。

### 經歷
- 是臺灣唯一左手拿刀，右手執筆的動物學家[1] 。
- 自幼即喜與動物相處，在擔任動物園園長時，天天與動物相處，長期觀察動物的神態與動作，因此製作出來的動物標本，神態特別的生動。夏元瑜認為，「製作標本時，要當作一件藝術品來做，雖然是一件死的標本，神態上還是應該讓人有栩栩如生的感覺」[2] 。
- 擁有古今中外、大江南北的口腹經歷。
- 雜學豐富，包羅萬象，執筆時，特有的詼諧筆調，文章幽默，寓教於樂。

生物界
- 曾在中华民國北京動物園「萬牲園」任園長職務。
- 民國36年（1947年－1948年）曾任臺灣新竹檢驗局分局長，（歷時一年）。並於爾後，繼續從事與動物相關性工作，如動物標本及教具研製。
- 民國39年（1950年）後期，受聘為新竹市動物園顧問。[3]

學術界
- 教授「舞台語言」- 中國文化大學影劇系 （1969年~1981年），歷時十二年，退休。
- 指導「動物繪畫」- 中國文化大學美術系 （1969年~1981年），歷時十二年，退休。

報章雜誌
- 夏老先生人稱“老蓋仙”[4] ，常藉“仙翁”之名，施以幽默博學本領，見長於文壇。
- 自民國59年（1970年）起，於國語日報開始發表文章。因受讀者們喜愛，引起聯副主編平鑫濤與中國時報〈人間副刊〉主編高信疆陸續邀稿登載。
- 民國64年（1975年）與「九老」輪流執筆於中國時報〈人間副刊〉主持專欄「古往今來」。

### 荣誉
- 民國74年（1985年）獲頒新聞局「金鼎獎有功人員獎」。
- 民國80年（1991年)，獲得中國文藝協會頒發的中國文藝獎章榮譽文藝獎。

### 著作
散文集
| 項次 | 書籍名稱                                | 出版社 區劃                  | 書籍規格                      | ISBN          | EAN           | 出版時間                       |
| ---- | --------------------------------------- | ---------------------------- | ----------------------------- | ------------- | ------------- | ------------------------------ |
| 01   | 《老生閒談》                            | 純文學出版社                 |                               |               |               | 1975                           |
| 02   | 《老生再談》                            | 純文學出版社                 |                               |               |               | 1976                           |
| 03   | 《以蟑螂為師》                          | 言心出版社                   |                               |               |               | 1976                           |
| 04   | 《談笑文章》                            | 時報出版社                   |                               |               |               | 1977                           |
| 05   | 《青山獸跡》                            | 遠流出版社                   |                               |               |               | 1977                           |
| 06   | 《萬馬奔騰》                            | 九歌出版社 九歌文庫(F0001)   | 平裝 254頁 普通級 單色 32開   | 957-560-220-X | 9879575602208 | 1978/3/10                      |
| 07   | 《流星雨》                              | 九歌出版社 九歌文庫(F0011)   | 平裝 276頁 普通級 單色 32開   | 957-560-161-0 | 9789575601614 | 初版1978/10/20 十三版1985/5/20 |
| 08   | 《以蟑螂為師》                          | 時報出版社                   |                               |               |               | 1978                           |
| 09   | 《生花筆》                              | 九歌出版社 九歌文庫(F0016)   | 平裝 242頁 普通級 單色 32開   | 957-560-379-6 | 9789575603793 | 1979/3/10                      |
| 10   | 《昇天記》                              | 九歌出版社 九歌文庫(F0031)   | 平裝 232頁 普通級 單色 32開   | 957-560-381-8 | 9789575603816 | 1979/10/06                     |
| 11   | 《馬後砲》                              | 九歌出版社 九歌文庫(F0041)   | 平裝 230頁 普通級 單色 32開   | 957-560-186-6 | 9789575601867 | 初版1980/3/20 再版1980/4/20    |
| 12   | 《百代封侯》                            | 九歌出版社 九歌文庫(53)      | 平裝 240頁 普通級 單色 32開   | 957-560-380-X | 9789575603809 | 1980/10/06                     |
| 13   | 《千年古雞今日啼》                      | 九歌出版社 九歌文庫(F0072)   | 平裝 234頁 普通級 單色 32開   | 957-560-292-7 | 9789575602925 | 1981/7/10                      |
| 14   | 《夢裡乾坤》                            | 九歌出版社 九歌文庫(F0084)   | 平裝 228頁 普通級 單色 32開   | 957-560-378-8 | 9789575603786 | 1982/2/10                      |
| 15   | 《弘揚飯統》                            | 九歌出版社 九歌文庫(F0108)   | 平裝 240頁 普通級 單色 32開   | 957-560-382-6 | 9789575603823 | 1983/1/10                      |
| 16   | 《現代人的接觸(一)》                    | 九歌出版社 九歌文庫(131)     | 平裝 227頁 普通級 單色 32開   | 957-560-171-8 | 9789580000000 | 1984/2/10                      |
| 17   | 《金鼎夢》                              | 九歌出版社 九歌文庫(F0161)   | 平裝 240頁 普通級 單色 32開   | 957-560-377-X | 9789575603779 | 1985/1/10                      |
| 18   | 《現代人的接觸(二)》                    | 九歌出版社 九歌文庫(F0178)   | 平裝 232頁 普通級 單色 32開   |               |               | 初版1985/10/15 五版1989/2/10   |
| 19   | 《龍騰虎躍(散文)》                      | 九歌出版社 九歌文庫(F0205)   | 平裝 236頁 普通級 單色 32開   | 957-560-170-X | 9789575601706 | 1986/7/10                      |
| 20   | 《大漠尋龍》                            | 九歌出版社 九歌文庫(F0258)   | 平裝 238頁 普通級 單色 32開   | 957-560-119-X | 9789575601195 | 1988/7/10                      |
| 21   | 《東西財神來報到》                      | 健行出版社 生活叢書(E0011)   | 平裝 268頁 普通級 單色 新25開 | 957-954-612-6 | 9789579546126 | 1991/2/10                      |
| 22   | 《蓋天蓋鬼蓋人間》                      | 九歌出版社 名家名著選(J0011) | 精裝 288頁 普通級 單色 25開   | 957-444-043-5 | 9789574440436 | 2000/1/01                      |
| 23   | 《老蓋仙的花花世界》 夏元瑜幽默精選(一) | 九歌出版社 九歌文庫(F0714)   | 平裝 224頁 普通級 單色 25開   | 957-444-196-2 | 9789574442324 | 2005/2/10                      |
| 24   | 《以蟑螂為師》 夏元瑜幽默精選(二)       | 九歌出版社 九歌文庫(F0729)   | 平裝 224頁 普通級 單色 25開   | 957-444-232-2 | 9789574441969 | 2005/6/10                      |
| 25   | 《談笑文章》 夏元瑜幽默精選(三)         | 九歌出版社 九歌文庫(F0757)   | 平裝 224頁 普通級 單色 25開   | 957-444-305-1 | 9789574443055 | 2006/5/01                      |

作品評論
| 項次 | 評論名稱                                     | 評論者 | 原載處           | 原載日期         |
| ---- | -------------------------------------------- | ------ | ---------------- | ---------------- |
| 01   | 失去的地平線                                 | 佩鈴人 | 中國時報人間副刊 | 1978年           |
| 02   | 從自己胸中流出- 讀《萬馬奔騰》               | 梁實秋 | 中國時報人間副刊 | 1978年4月10日    |
| 03   | 幽默大師筆下妙趣多- 《萬馬奔騰》迎新年       | 孫旗   | 中華日報文教版   | 1978年7月24日    |
| 04   | 賣詼諧的作家                                 | 周安儀 | 青年戰士報副刊   | 1979年1月13日    |
| 05   | 寓諷諫於詼諧- 讀夏元瑜著《生花筆》           | 野渡   | 中華日報副刊     | 1979年4月30日    |
| 06   | 純粹美學的再現- 《生花筆》彷如百科全書       | 蘭影   | 中華日報文教版   | 1979年6月14日    |
| 07   | 坐觀《昇天記》                               | 小民   | 中華日報副刊     | 1979年11月17日   |
| 08   | 《生花筆》是怎樣開花的？                     | 江流水 | 愛書人           | 1979年12月1日    |
| 09   | 我所認識的夏老師                             | 三毛   | 馬後砲(散文)     | 1980年3月20日    |
| 10   | 老蓋仙的生花妙筆                             | 愷扉   | 北市青年         | 1980年5月10日    |
| 11   | 道盡人世間炎涼- 《昇天記》幽默而深刻         | 謝主健 | 中華日報副刊     | 1982年5月10日    |
| 12   | 多才多藝的夏元瑜                             | 秦臺英 | 聯合周刊一八三期 | 1984年           |
| 13   | 夢中套夢- 神會心領讀《金鼎夢》               | 允凡   | 參與者           | 1985年           |
| 14   | 夢中套夢‧無限玄機-談《金鼎夢》中的幽默與真理 | 林貞羊 |                  | 1985年           |
| 15   | 從《萬馬奔騰》、《流星雨》 發現蓋仙之蓋      | 楊乃藩 |                  | 1985年           |
| 16   | 舞解剖刀弄生花筆- 專訪夏元瑜先生             | 安克強 | 文訊雜誌         | 1991年11月       |
| 17   | 「老蓋仙」夏元瑜的人生哲學                   | 應平書 | 中華日報副刊     | 1995年8月2日     |
| 18   | 老蓋仙夏元瑜之謎                             | 古蒙仁 | 中央日報副刊     | 1995年8月3日     |
| 19   | 送元瑜上天堂                                 | 何凡   | 聯合報副刊       | 1995年8月18日    |
| 20   | 生物界不務正業的寶貝                         | 張之傑 | 中央日報副刊     | 1995年8月20日    |
| 21   | 光風霽月來去自如- 雜憶夏元瑜老師             | 楊龢之 | 中央日報副刊     | 1995年8月20日    |
| 22   | 蓋仙與我                                     | 張大夏 | 中央日報文化     | 1995年8月20日    |
| 23   | 古往今來此獨仙- 回憶夏元瑜先生               | 莊練   | 中央日報文化     | 1995年8月20日    |
| 24   | 追念老蓋仙夏元瑜先生                         | 姜龍昭 | 臺灣日報副刊     | 1995年8月27日    |
| 25   | 「仙」樂飄飄書裡聞- 讀《東西財神來報到》     | 徐望雲 | 時報周刊         | 1995年9月17~23日 |

## 爭議事件
台南動物園曾於1987年元旦期間展出一只「疑似貓熊」的黑白熊，並在电视上大肆宣傳这只「黑白熊」。夏元瑜是當時臺灣唯一曾製作貓熊標本，及觸摸過貓熊皮毛的專家，同時也是唯一到臺南動物園玻璃窗外近距離實地觀察的專家，因為沒能即時認出貓熊，被諷稱「老羞仙」。